# ¡¡Vámonos al Bingo!!
¡¡Vámonos al Bingo!!, originàriament Yo, binguero profesional és un còmic humorístic de Manuel Vázquez, serialitzat inicialment a la revista JauJa en 1982, i posteriorment publicat en format àlbum en 1989 per Guai!, aleshores publicada per Edicions B.
Va començar a publicar-se en 1982, quan per la crisi de l'editorial Bruguera, els autors de còmics de l'editorial comencen a publicar en altres capçaleres, com JauJa. Per aquelles dates, Vázquez ja portava uns quants anys publicant a altres capçaleres, sobretot còmic per a adults a revistes com El Papus. La sèrie original sols va tindre nou entregues, per la qual cosa la seua recopilació en àlbum li dona continuïtat i aparença d'obra completa. Per a la publicació en àlbum la sèrie original va tindre xicotetes modificacions. Pel que fa a la narració, té una estructura mínima, i gràficament té una línia sintètica. Al guió, es veu una temàtica costumista i acudits frenètics, molt de l'estil de l'autor.